# 1812年美国总统选举康涅狄格州选情
1812年美國總統選舉于1812年10月30日至12月2日期间举行，在此次选举中康涅狄格州的9位选举人由州议会指派，再由他们投出总统及副总统组合。在这次选举中，康涅狄格州将九张选举人票投给了独立民主共和党和联邦党支持的候选人德威特·克林顿。 在全国范围内，传统的民主共和党候选人、现任总统詹姆斯·麦迪逊以微弱优势获胜。